# Tasiocera hova
Tasiocera hova är en tvåvingeart som beskrevs av Alexander 1951. Tasiocera hova ingår i släktet Tasiocera och familjen småharkrankar.
Artens utbredningsområde är Madagaskar. Inga underarter finns listade i Catalogue of Life.